# Cygnus (kosmická loď)
Cygnus (lat. „labuť“) je bezpilotní nákladní kosmická loď vyvinutá a vyráběná americkou společností Orbital ATK (dříve Orbital Sciences Corporation) v rámci programu komerční orbitální dopravy (Commercial Orbital Transportation Services, COTS) americké kosmické agentury NASA. V roce 2018 výrobu převzala firma Northrop Grumman. Lodi Cygnus jsou určeny k dopravě nákladu na Mezinárodní vesmírnou stanici (ISS). Do vesmíru je mezi roky 2013 a 2023 vynášelo několik verzí raket Antares z kosmodromu MARS (Středoatlantský regionální kosmodrom) a ve třech případech v letech 2015 až 2017 rakety Atlas V z kosmodromu CCAFS (Cape Canaveral Air Force Station), nyní CCSFS (Cape Canaveral Space Force Station). A pro tři starty v letech 2024 a 2025 byla nebo ještě bude použita raketa Falcon 9 FT se startem z jiné rampy kosmodromu CCSFS.

## Historie programu

### Veřejné financování vývoje
Poté, co byl v lednu 2004 americkým prezidentem Georgem W. Bushem oznámen plán vyřazení amerických raketoplánů Space Shuttle z provozu po dokončení Mezinárodní vesmírné stanice, čelila NASA hrozící závislosti na již provozovaných nebo připravovaných ruských, evropských a japonských bezpilotních zásobovacích lodích Progress, ATV a HTV. Rozhodla se proto v programu COTS podpořit vývoj a výrobu bezpilotních nákladních lodí.
Program vyústil v uzavření dvou kontraktů Commercial Resupply Services (CRS) na dopravu zásob na ISS mezi NASA a společnostmi SpaceX (loď Dragon vynášená raketou Falcon 9) a Orbital Sciences Corporation (loď Cygnus vynášená raketou Antares). Uzavřením smlouvy v hodnotě 1,9 miliardy USD přijala společnost Orbital závazek dodat na ISS až 20 tun nákladu v osmi lodích Cygnus do roku 2016.

### Raketa Antares
Společnost Orbital pro splnění kromě lodi Cygnus vytvořila nový raketový nosič střední třídy Taurus II, který byl během vývoje přejmenován na Antares. Ten nejprve v dubnu 2013 úspěšně absolvoval test bez lodi Cygnus, ale se simulátorem její hmoty. Cílem mise označované A-ONE bylo prokázat, že raketa Antares je schopna dosáhnout nominálního výkonu a umístit na nízkou oběžnou dráhu Země maketu o objemu a hmotnosti lodi Cygnus.

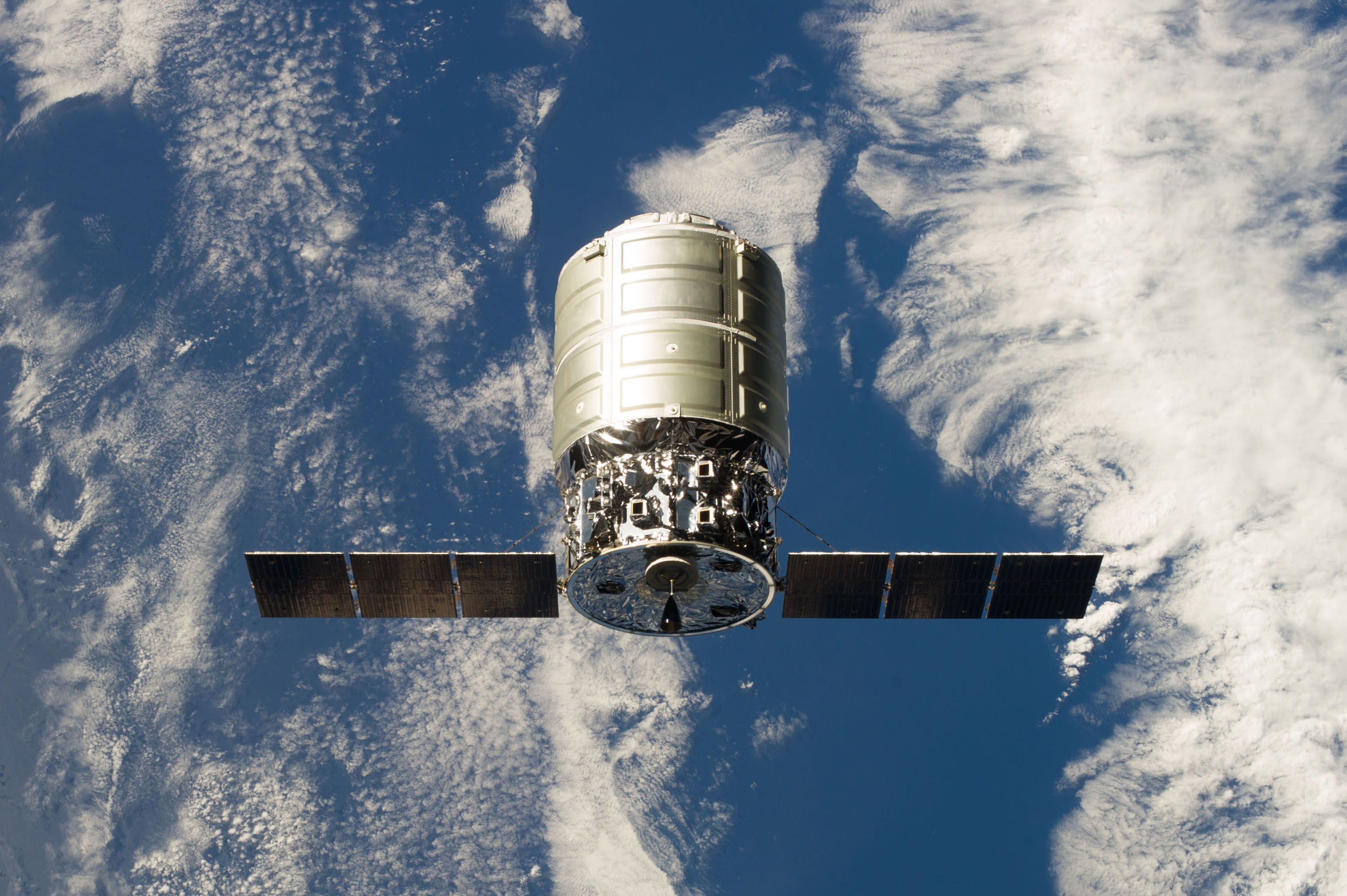
První ukázkový Cygnus (mise Orb-D1) při přiblížení k ISS v září 2013.

Skutečná kosmická loď ke svému ukázkovému prvnímu letu na špici rakety Antares odstartovala 18. září 2013 pod označením Orb-D1 a úspěšně se připojila k ISS. Už 9. ledna 2014 pak společnost Orbital vypustila první řádný let programu CRS.

### Fatální selhání rakety při startu
V říjnu 2014 selhal při startu poprvé vypouštěný model rakety Antares 130 s novým typem druhého stupně Castor 30XL a s lodí Cygnus Orb-3. Sestava vybuchla 15 sekund po startu, takže navíc významně poničila také startovní infrastrukturu. Zveřejněnou příčinou události byla porucha pohonu 1. stupně.
Společnost poté ustoupila od řady raket Antares 100 a uspíšila přípravu řady 200.

### Atlas V jako přechodné řešení
Současně ve snaze co nejdříve pokračovat v plnění dodávek na ISS zakoupila postupně celkem 3 rakety Atlas V, což jí umožnilo vynášet ve vylepšené (angl. enhanced) lodi téměř dvojnásobené množství nákladu.
První let vylepšeného Cygnusu s raketou Atlas V odstartoval v prosinci 2015. Společnost Orbital (v té době už pod jménem Orbital ATK) se pak postupně vrátila k vlastní raketě Antares, jejíž verze 230 byla také schopna vynést vylepšený Cygnus s vyšší hmotností užitečného zatížení.

### Dodatečné objednávky letů k ISS
Společnost tak i přes havárii letu CRS Orb-3 splnila svůj závazek ze smlouvy z roku 2008. Protože však nebyla dokončena jednání o navazujícím programu CRS-2, NASA doobjednala v srpnu 2015 k původním osmi letům další dva a později ještě jeden. Tyto tři lety bývají v některých zdrojích označovány za číslem označovány písmenem E jako připomenutí, že jde o lety z rozšířeného (angl. extended) programu CRS. Lety lodí Cygnus, označované původně zkratkou Orb (Orb-1 atd.) a později zkratkou názvu společnosti Orbital ATK (OA-4 atd.), jsou navíc od desátého komerčního letu označovány zkratkou NG (NG-10 atd.) na znamení skutečnosti, že společnost Orbital (včetně jejích produktů Cygnus a Antares) v roce 2018 převzala společnost Northrop Grumman.
Přípravy programu CRS-2, které NASA zahájila v září 2014, pak pokračovaly až do roku 2016, kdy společnostem Orbital ATK, Sierra Nevada Corporation a SpaceX byly zadány první zakázky – každé z nich je podle smlouvy CRS-2 garantováno nejméně 6 nákladních letů. Prvním letem CRS-2 byla v listopadu 2019 mise Cygnus NG-12 (prvním letem  Space X podle nové smlouvy byla mise SpaceX CRS-21 na přelomu let 2020 a 2021, zatímco Sierra Nevada teprve připravuje ukázkový let svého raketoplánu Dream Chaser).
Northrop Grumman v listopadu 2020 oznámil, že získal v rámci smlouvy CRS-2 zakázku na další dvě mise, které by se měly uskutečnit v letech 2022 a 2023 pod označením NG-18 a NG-19. A v březnu 2022 si NASA u společnosti objednala dalších 6 (NG-20 až NG-25) z celkem 12 nově nasmlouvaných zásobovacích misí až do roku 2026 (zbylých 6 misí získala společnost SpaceX). Northrop Grumman tak ze smlouvy CRS-2 získala celkem 14 misí (SpaceX celkem 15). 

### Následky sankcí po ruské invazi na Ukrajinu
V roce 2022 společnost také oznámila změnu nosiče pro mise Cygnus v reakci na vývoj ekonomických sankcí uvalených na Rusko po únorové invazi na Ukrajinu. Ta ohrozila dodavatelské řetězce pro první stupně rakety Antares 230, které se vyráběly na Ukrajině a používaly ruské motory RD-181 – jejich dodávky však Rusko zastavilo v reakci na uvalené západní sankce ve chvíli, kdy měl Northrop Grumman pokryté potřeby pouze pro mise NG-18 a NG-19.
Řešením situace byla urychlená dohoda se společností Firefly Aerospace na společném projektu nové verze rakety Antares, nástupce řady 230. Antares 330 bude létat se sedmi motory Miranda společnosti Firefly a využije její kompozitní technologii pro konstrukci prvního stupně a nádrže. Northrop Grumman do nosiče vloží svou avioniku a software a dále konstrukci druhého stupně včetně motoru Castor 30XL. Nová verze navíc významně zvýší kapacitu dopravy na oběžnou dráhu.
Podle pozdějších oznámení bude novou verzí rakety Antares jako první vynesena mise Cygnus NG-23, a to nejdříve na podzim 2024. Na překlenutí tří startů mezi NG-19 (na raketě Antares 230+) a NG-23 (na raketě Antares 330) se Northrop Grumman dohoda se společnosti SpaceX. Mise NG-20 až NG-22 tak budou na oběžnou dráhu dopraveny raketami Falcon 9 FT.

### Zrušení mise NG-22
Termín mise původně plánovaný na počátek roku 2025 NASA a společnost Northrop Grumman postupně odložily – kvůli změnám programu letů na ISS i kvůli neupřesněnému problém s avionikou – až na červen 2025.
NASA pak počátkem března 2025 NASA informovala, že během přepravy na kosmodrom došlo při dopravní nehodě k poškození kontejneru s hermetizovaným modulem lodi Cygnus pro misi NG-22, takže je nezbytné posoudit, zda nebyl poškozen i samotný modul, a 26. března kvůli výsledkům tohoto posouzení plánovaný let zrušila. Dodala však, že s výrobcem a provozovatelem, společností Northrop Grumman, ještě posoudí možnost pozdějšího využití poškozeného modulu, k ISS ale vyšle až následující kosmickou loď Cygnus NG-23, a to nejdříve na podzim 2025.

## Design lodi Cygnus

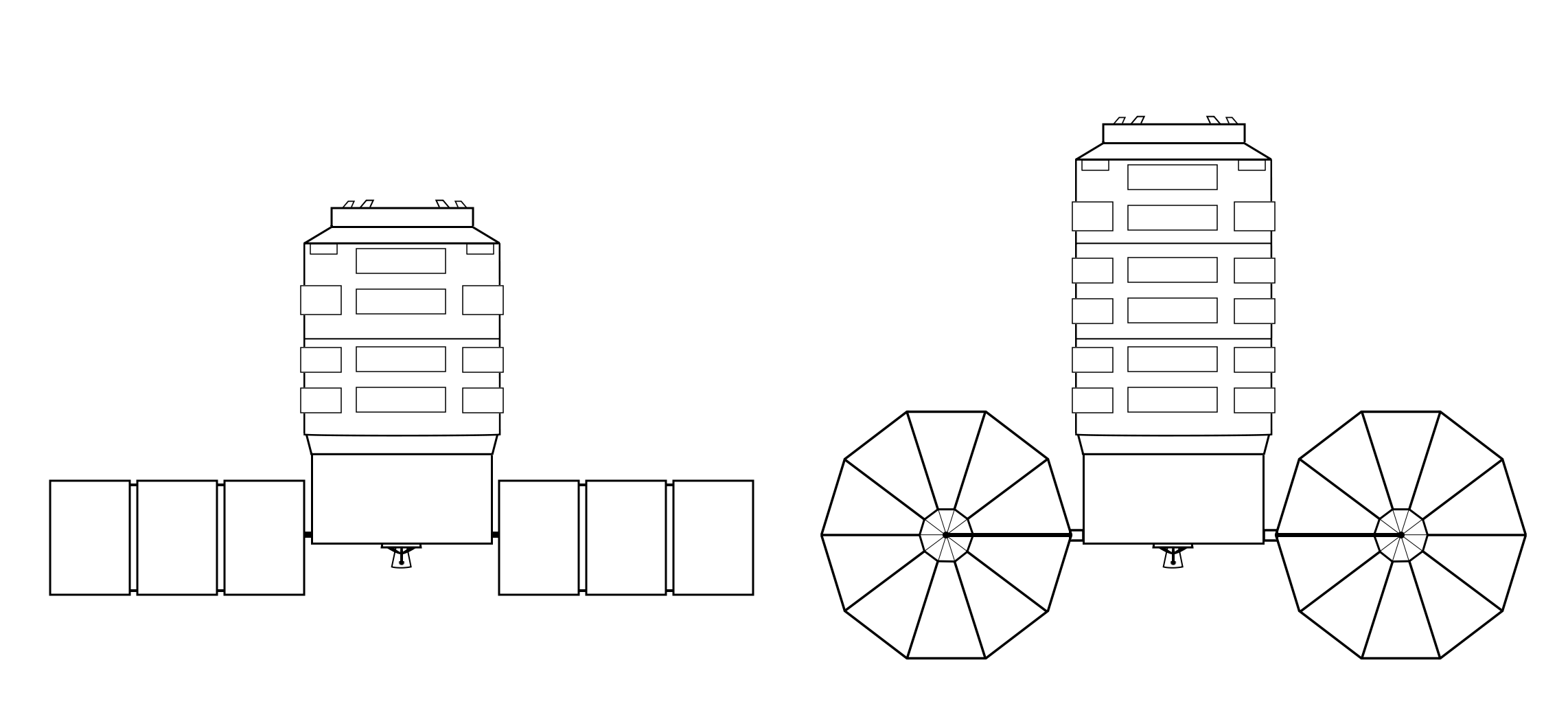
Srovnání lodí Cygnus v původní dvousegmentové (vlevo) a vylepšené třísegmentové verze používané od roku 2015 (vpravo)

Loď se skládá ze dvou válcových modulů. Větší z nich, hermetizovaný nákladový modul (Pressurized Cargo Module, PCM), který vyrábí italská společnost Thales Alenia Space ve svém výrobním zařízení v Turíně, měl v původní verzi délku 3,66 metru, průměr 3,07 metru, suchou hmotnost (bez nákladu a paliva) 1 500 kg. Vnitřní hermetizovaný prostor o objemu 18,9 m³ mohl pojmout až 2 tuny nákladu. U vylepšené (Enhanced) verze Cygnusu používané od letu OA-4 do letu NG-21 se PCM prodloužil na 4,86 metru, což umožnilo zvětšit hermetizovaný objem na 27 m³ a nosnost na nejméně 3 500 kg nákladu. Suchá hmotnost PCM se zvýšila na 1 800 kg. Na horní části (ve směru letu při startu) je umístěn kotvící mechanismus CBM (Common Berthing Mechanism) pro připojení k stanici a umožnění přístupu její posádky do hermetizovaného prostoru lodi. Z ISS může Cygnus v PCM odvézt až 1200 kg odpadu, se kterým zanikne v atmosféře Země.

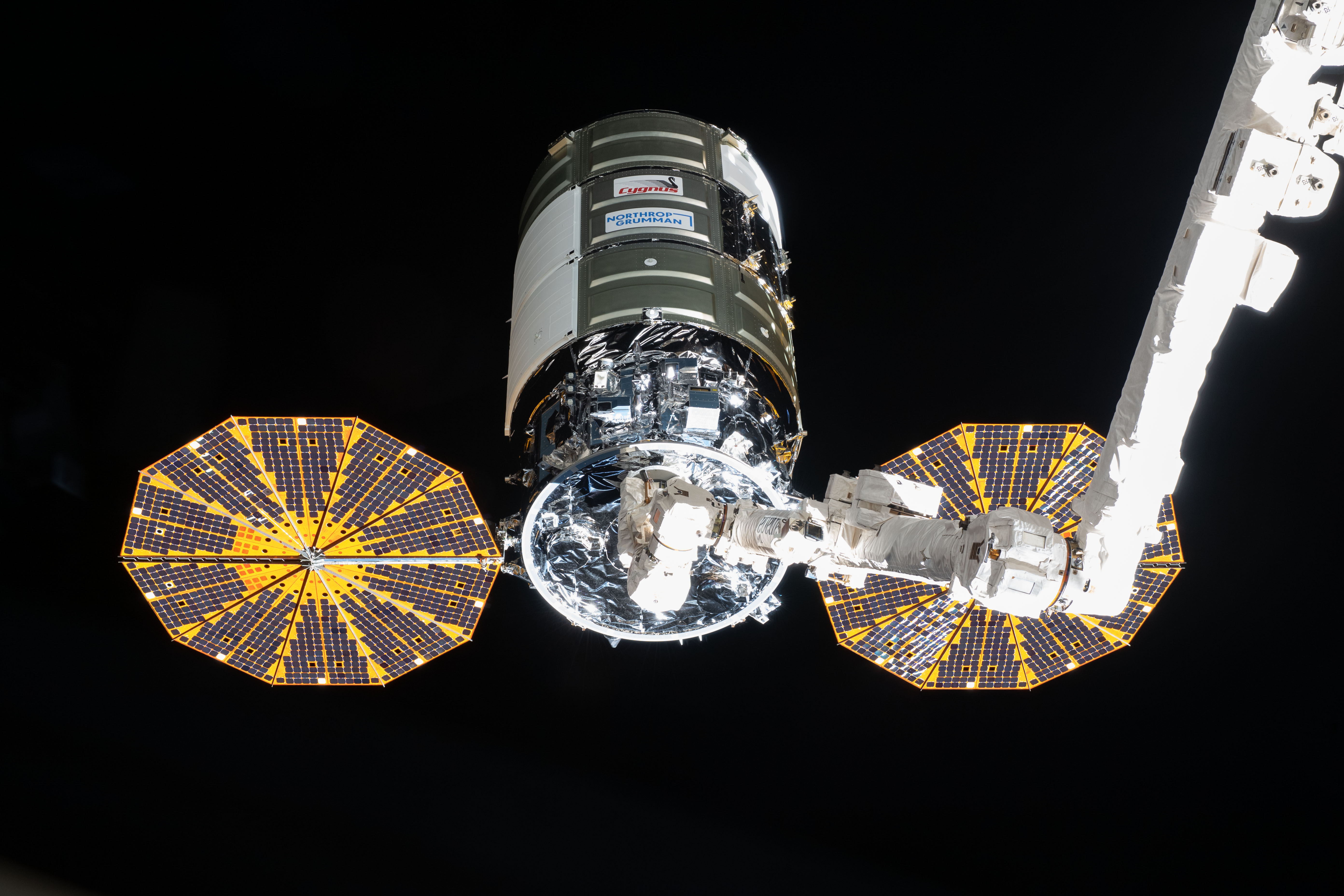
Kruhové solární panely vylepšené verze lodi Cygnus (NG-16)

Menší servisní modul (Service Module, SM) vyrábí firma Orbital ATK (od roku 2018 Northrop Grumman). Obsahuje především manévrovací motor o tahu 450 newtonů, nádrže s palivem (hydrazin a oxid dusičitý), navigační, řídicí a komunikační systém lodi a mechanismus pro zachycení lodi robotickou rukou Canadarm2. Přesné manévrování dále zajišťuje 32 trysek rozmístěných po celém povrchu lodi.
Součástí servisního modulu jsou také dva solární panely. U původní verze byly klasické do strany rozevírací obdélníkové panely osazeny gallium arsenidovými články o celkovém výkonu 3,5 kilowattů (kW). U vylepšené verze je použita technologie Ultraflex, v níž se panely rozevírají jako vějíř a po plném rozvinutí vytvoří kruhový panel (video). Výhodou technologie je úspora prostoru i hmotnosti na méně než čtvrtinu oproti běžným panelům o stejném výkonu.
Od mise NG-17 disponují Cygnusy rozšířenými funkcemi pro úpravu dráhy ISS.
Celková hmotnost vylepšené lodi bez nákladu a paliva byla cca 3750 kg.
Výroba a integrace kosmické lodi Cygnus probíhá ve výrobním zařízení v městě Dulles ve Virginii. Ze stejného místa jsou řízení operace mise v koordinaci s řídicím střediskem v Houstonu v Texasu.

### Modernizace lodi pro lety ke komerčním stanicím
Northrop Grumman počátkem srpna 2023 oznámila, že plánuje modernizace své lodi Cygnus, aby byla schopna poskytovat služby zákazníkům za 10 i 20 let. Předně se počítalo s prodloužením přetlakového modulu pro užitečné zatížení o 1,5 metru a zvýšením vnitřního prostoru z 27 na 36 m2, což umožní pojmout o třetinu více nákladu – hmotnost dopravovaného materiálu se tak měla zvýšit z 3 750 kg zvýšila na 5 000 kg. Při zachování vnějšího průměru 3,07 m jako u předchozích verzí délka lodi dosáhne zhruba 7,5 metru. Společnost později o této verzi nákladového modulu EPC hovořila jako o prodloužené (Stretched nebo Extended).   
Další zvažovaná změna se týkala změna způsobu připojování. Dosavadní kotvení k ISS pomocí robotického ramene stanice mělo bylo nahrazeno schopností aktivního připojení lodi, podobně jako se k ISS připojují nákladní i osobní Dragony 2 společnosti SpaceX. ,Důvodem této změny je obava, že některé budoucí komerční stanice by vhodné robotické rameno alespoň ve svých počátečních konfiguracích nemusely mít, což by Cygnusy vyřadilo z jejich zásobování. Zdokonalit by se měla také schopnost lodi zajišťovat zvyšování oběžné dráhy stanice (reboosty) častěji, než při dosavadních testech jednou za misi lodi Cygnus. K tomu je nutné umožnit čerpání paliva potřebného pro takové manévry.    
Nová verze označovaná „Mission B“ měla uskutečnit svůj první let při nákladní misi NG-23, jejíž start na zcela novém nosiči Antares 330 byl předběžně plánován na polovinu roku 2025. V dubnu 2024 NG jako výrobce a provozovatel lodi oznámila, že dokončila primární strukturu nové verze a na podzim 2024 plánuje první tlakovou zkoušku, aby se potvrdila strukturální integrita lodi. Subdodavatel, společnost Thales Alenia Space, pak zveřejnil fotografii konstrukce, která se skutečně oproti dvěma a třem segmentům, tvořícím původní a vylepšenou verzí Cygnusu, skládá ze čtyř segmentů. A 11. července 2025 společnost informovala, že vyrobený modul PCM, který nedlouho předtím odeslala ze svého výrobního závodu v italském Turíně, právě dorazil do zařízení společnosti Northrop Grumman v USA, a 29. července doplnila, že ho již převezla do KSC kde bude spojen se servisním modulem SM a připraven ke startu plánovanému na polovinu září 2025.
Očekávání ale byla naplněna jen částečně – nová verze skutečně byla k dispozici pro misi NG-23, ale počítalo se se stejným způsobem připojení k ISS jako dosud.    

## Přehled letů lodí Cygnus
Lodi Cygnus jsou vynášeny nosnou raketou Antares ze Středoatlantského regionálního kosmodromu (angl. Mid-Atlantic Regional Spaceport, MARS), který se nachází v sousedství kosmodromu a střediska NASA Wallops ve státu Virginie na východním pobřeží USA.. Výjimky tvořily 3 lety, u nichž byly nosičem rakety Atlas V 401 vypouštěné z vojenské základny na mysu Canaveral na Floridě (angl. Cape Canaveral Air Force Station, CCAFS), a 3 lety na nosiči Falcon 9 ze stejného kosmodromu, ale s novým označením (angl. Cape Canaveral Space Force Station, CCSFS).
Původní verze lodi se k ISS připojovaly prostřednictvím spodního (k zemi mířícího) portu na modulu Harmony, označovaného Harmony nadir. Vylepšené verze (od mise Cygnus OA-4) se připojují přes spodní port modulu Unity, označovaný Unity nadir).
Cygnusy patří ke kosmickým lodím, které sice k ISS autonomně doletí, ale k příslušnému spojovacímu portu se nepřipojují aktivně – místo toho jsou pasivně zachycovány robotickou rukou Canadarm2, ovládanou zevnitř stanice některým ze členů posádky, a poté připojeny na dálku operátory ze Země. Kromě Cygnusů se takovým způsobem dříve připojovaly japonské lodí HTV (9x) a lodi z první řady Dragonů firmy SpaceX (20x). V tabulce jsou uvedeny časy, které se netýkají zachycení nebo uvolnění, ale časy fyzického spojení stykovacích uzlů (portů) obou těles a a čas oddělení portů od sebe.

### Uskutečněné mise
|    | Kosmická loď              | Nosná raketa | Náklad (kg) | Start (UTC) | Připojení k ISS (UTC) | Port ISS | Odpojení od ISS (UTC) | Doba spojení s ISS | Zánik (UTC) | Pozn. |
| -- | ------------------------- | --- | --- | --- | --- | --- | --- | --- | --- | --- |
| 1  | Cygnus D1 - CRS Orb-D     | Antares 110 | 589 | 18. září 2013, 14:58 | 29. září 2013, 12:44 | Harmony nadir | 22. října 2013, 10:04 | 22 dní, 21 hodin, 20 minut | 23. října 2013 | Ukázkový let |
| 2  | Cygnus Orb-1 - CRS Orb-1  | Antares 120 | 1 260 | 9. ledna 2014, 18:07:05 | 12. ledna 2014, 13:05 | Harmony nadir | 18. února 2014, 10:25 | 36 dní, 21 hodin, 20 minut | 19. února 2014 | 1. let podle smlouvy CRS |
| 3  | Cygnus Orb-2 - CRS Orb-2  | Antares 120 | 1 494 | 13. července 2014, 16:52:14 | 16. července 2014, 12:53 | Harmony nadir | 15. srpna 2014, 09:14 | 29 dní, 20 hodin, 21 minut | 17. srpna 2014 | |
| 4  | Cygnus Orb-3 - CRS Orb-3  | Antares 130 | 2 215 | 28. října 2014, 22:22:38 | Během startu došlo k fatální anomálii a v následné explozi byl Cygnus i s nákladem zničen.                                                     | Během startu došlo k fatální anomálii a v následné explozi byl Cygnus i s nákladem zničen.                                                     | Během startu došlo k fatální anomálii a v následné explozi byl Cygnus i s nákladem zničen.                                                     | Během startu došlo k fatální anomálii a v následné explozi byl Cygnus i s nákladem zničen.                                                     | Během startu došlo k fatální anomálii a v následné explozi byl Cygnus i s nákladem zničen.                                                     | |
| 5  | Cygnus OA-4 - CRS OA-4    | Atlas V 401 | 3 514 | 6. prosince 2015, 21:44:57 | 9. prosince 2015, 14:14 | Unity nadir | 19. února 2016, 12:25 | 71 dní, 22 hodin, 11 minut | 20. února 2016 | 1. let pokročilé (Enhanced) verze |
| 6  | Cygnus OA-6 - CRS OA-6    | Atlas V 401 | 3 519 | 22. března 2016, 03:05:52 | 26. března 2016, 14:52 | Unity nadir | 14. června 2016, 11:43 | 79 dní, 20 hodin, 51 minut | 22. června 2016 | |
| 7  | Cygnus OA-5 - CRS OA-5    | Antares 230 | 2 342 | 17. října 2016, 23:45:40 | 23. října 2016, 11:28 | Unity nadir | 21. listopadu 2016, 12:35 | 29 dní, 1 hodina, 7 minut | 28. listopadu 2016 | |
| 8  | Cygnus OA-7 - CRS OA-7    | Atlas V 401 | 3 376 | 18. dubna 2017, 15:11 | 22. dubna 2017, 10:16 | Unity nadir | 4. června 2017, 11:05 | 43 dní, 0 hodin, 49 minut | 3. července 2017 | |
| 9  | Cygnus OA-8 - CRS OA-8    | Antares 230 | 3 338 | 12. listopadu 2017, 12:20:26 | 14. listopadu 2017 10:04 | Unity nadir | 6. prosince 2017, 13:11 | 22 dní, 3 hodiny, 7 minut | 18. prosince 2017 | |
| 10 | Cygnus OA-9 - CRS OA-9E   | Antares 230 | 3 350 | 21. května 2018, 08:44:06 | 24. května 2018 12:13 | Unity nadir | 15. července 2018 12:37 | 55 dní, 3 hodiny, 53 minut | 30. července 2018 | Test využití lodi pro zvýšení dráhy ISS |
| 11 | Cygnus NG-10 - CRS NG-10E | Antares 230 | 3 350 | 17. listopadu 2018, 09:01:31 | 19. listopadu 2018 12:31 | Unity nadir | 8. února 2019 16:16 | 81 dní, 3 hodiny, 45 minut | 25. února 2019 | |
| 12 | Cygnus NG-11 - CRS NG-11E | Antares 230 | 3 350 | 17. dubna 2019 20:46:07 | 19. dubna 2019 09:28 | Unity nadir | 6. srpna 2019, 16:15 | 109 dní, 6 hodin, 47 minut | 6. prosince 2019 | |
| 13 | Cygnus NG-12 - CRS NG-12  | Antares 230+ | 3 705 | 2. listopadu 2019, 13:59:47 | 4. listopadu 2019, 11:21 | Unity nadir | 31. ledna 2020, 11:15 | 87 dní, 23 hodin, 54 minut | 17. března 2020, 23:17 | 1. let podle smlouvy CRS-2 |
| 14 | Cygnus NG-13 - CRS NG-13  | Antares 230+ | 3 377 | 15. února 2020, 20:21:01 | 18. února 2020, 11:16 | Unity nadir | 11. května 2020, 13:00 | 83 dní, 1 hodina, 44 minut | 29. května 2020, 19:29 | |
| 15 | Cygnus NG-14 - CRS NG-14  | Antares 230+ | 3 551 | 3. října 2020, 01:16:14 | 5. října 2020, 12:01 | Unity nadir | 6. ledna 2021, 12:25 | 93 dní, 0 hodin, 24 minut | 26. ledna 2021, 20:23 | |
| 16 | Cygnus NG-15 - CRS NG-15  | Antares 230+ | 3 810 | 20. února 2021, 17:36:50 | 22. února 2021, 12:16 | Unity nadir | 29. června 2021, 13:20 | 127 dní, 1 hodina, 4 minuty | 2. července 2021, 01:15 | |
| 17 | Cygnus NG-16 - CRS NG-16  | Antares 230+ | 3 723 | 10. srpna 2021, 22:01:05 | 12. srpna 2021, 13:42 | Unity nadir | 20. listopadu 2021, 13:40 | 99 dní, 23 hodin, 58 minut | 15. prosince 2021, 06:30-09:45 | |
| 18 | Cygnus NG-17 - CRS NG-17  | Antares 230+ | 3 800 | 19. února 2022, 17:40:03 | 21. února 2022, 12:02 | Unity nadir | 28. června 2022, ~07:00 | 126 dní a ~19 hodin | 29. června 2022, ~06:55 | Test využití lodi pro zvýšení dráhy ISS |
| 19 | Cygnus NG-18 - CRS NG-18  | Antares 230+ | 3 708 | 7. listopadu 2022, 10:32:42 | 9. listopadu 2022, 13:03 | Unity nadir | 21. dubna 2023, 11:20 | 162 dní, 19 hodin, 37 minut | 22. dubna 2023 ~01:42 | Test využití lodi pro zvýšení dráhy ISS |
| 20 | Cygnus NG-19 - CRS NG-19  | Antares 230+ | 3 785 | 2. srpna 2023, 00:31:17 | 4. srpna 2023, 12:28 | Unity nadir | 22. prosince 2023, ~10:00 | 139 dní, 21 hodin, 32 minut | 9. ledna 2024, 18:22 | Test využití lodi pro zvýšení dráhy ISS |
| 21 | Cygnus NG-20 - CRS NG-20  | Falcon 9 FT | ~3 726 | 30. ledna 2024, 17:07 | 1. února 2024, 12:14 | Unity nadir | 12. července 2024, ~08:00 | 161 dní, 19 hodin, 46 minut | 13. července 2024, ~15:55 | Trojnásobné využití lodi pro zvýšení dráhy ISS                                                                                                 |
| 22 | Cygnus NG-21 - CRS NG-21  | Falcon 9 | ~3 857 | 4. srpna 2024, 15:02:53 | 6. srpna 2024, 09:33 | Unity nadir | 28. března 2025, ~08:50 | 233 dní, 23 hodin, 17 minut | 30. března 2025, ~10:15 | Využití lodi pro zvýšení dráhy ISS |
| 23 | Cygnus NG-22 - CRS NG-22  | Mise, jejíž start se měl uskutečnit nejdříve v červnu 2025, byla koncem března 2025 zrušena kvůli poškození lodi při přepravě na místo startu. | Mise, jejíž start se měl uskutečnit nejdříve v červnu 2025, byla koncem března 2025 zrušena kvůli poškození lodi při přepravě na místo startu. | Mise, jejíž start se měl uskutečnit nejdříve v červnu 2025, byla koncem března 2025 zrušena kvůli poškození lodi při přepravě na místo startu. | Mise, jejíž start se měl uskutečnit nejdříve v červnu 2025, byla koncem března 2025 zrušena kvůli poškození lodi při přepravě na místo startu. | Mise, jejíž start se měl uskutečnit nejdříve v červnu 2025, byla koncem března 2025 zrušena kvůli poškození lodi při přepravě na místo startu. | Mise, jejíž start se měl uskutečnit nejdříve v červnu 2025, byla koncem března 2025 zrušena kvůli poškození lodi při přepravě na místo startu. | Mise, jejíž start se měl uskutečnit nejdříve v červnu 2025, byla koncem března 2025 zrušena kvůli poškození lodi při přepravě na místo startu. | Mise, jejíž start se měl uskutečnit nejdříve v červnu 2025, byla koncem března 2025 zrušena kvůli poškození lodi při přepravě na místo startu. | Mise, jejíž start se měl uskutečnit nejdříve v červnu 2025, byla koncem března 2025 zrušena kvůli poškození lodi při přepravě na místo startu. |

### Připravované mise
|    | Kosmická loď             | Nosná raketa | Náklad (kg) | Start (UTC)                   | Připojení k ISS (UTC)           | Port ISS    | Odpojení od ISS (UTC) | Doba spojení s ISS | Zánik (UTC) | Pozn.                               |
| -- | ------------------------ | ------------ | ----------- | ----------------------------- | ------------------------------- | ----------- | --------------------- | ------------------ | ----------- | ----------------------------------- |
| 24 | Cygnus NG-23 - CRS NG-23 | Falcon 9     | ~5 200      | polovina září 2025 (nejdříve) | několik desítek hodin po startu | Unity nadir |                       | několik měsíců     |             | 1. let prodloužené (Extended) verze |